# 檳城州立清真寺
檳城州立清真寺（阿拉伯语：‎）是一座位於馬來西亞檳城的州立清真寺，位於州清真寺路（舊名青草巷）和亞依淡路交匯處。
清真寺於1977年7月16日奠基，1980年8月29日由時任马来西亚最高元首的苏丹阿末沙主持啟用儀式。

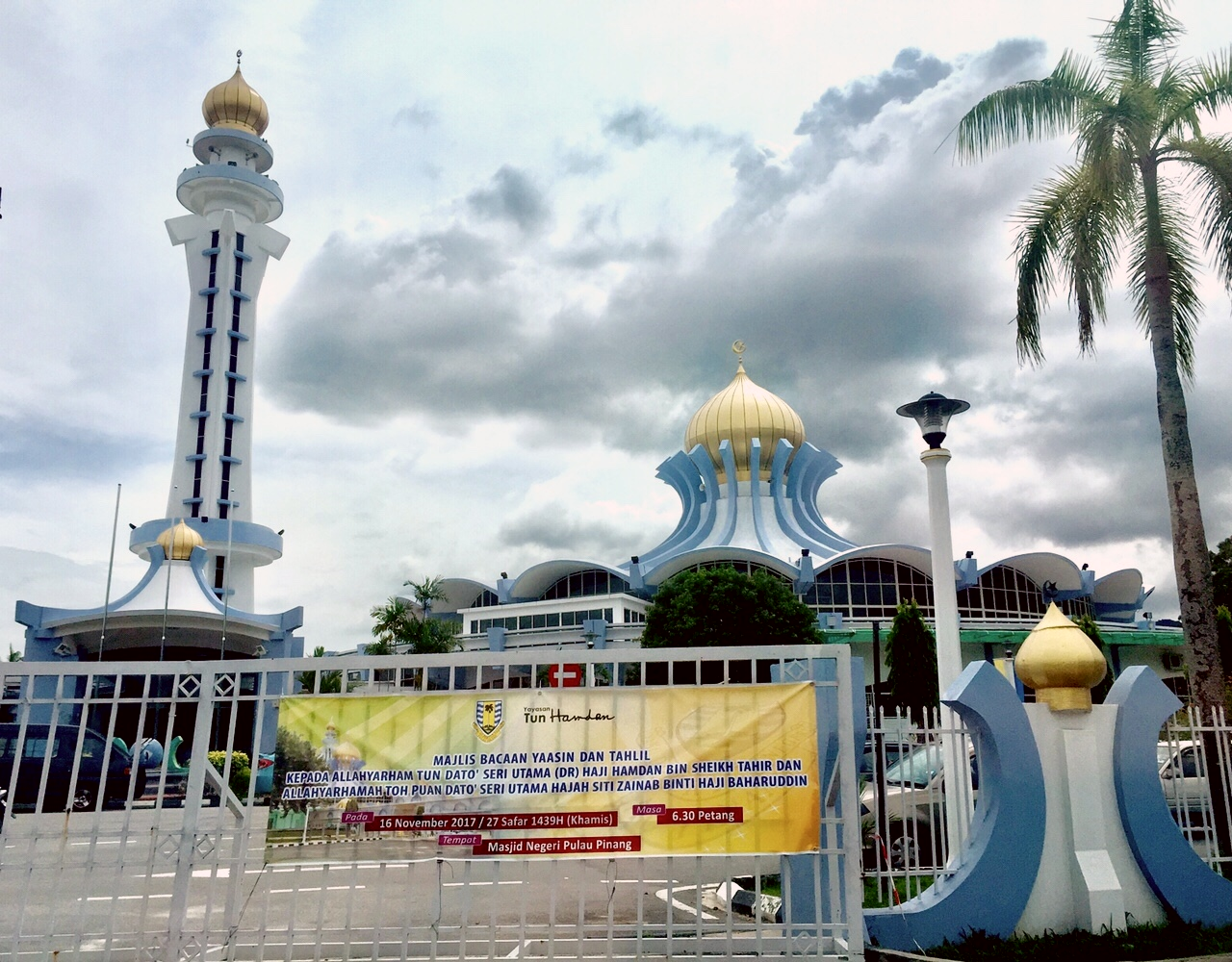
清真寺全景

清真寺由菲律賓建築師設計，耗資500萬令吉興建，佔地約11依格。清真寺建築模仿巴西利亞大教堂外觀，屬現代主義建築。可容納五千人聚禮。